# Zwemmen op de Olympische Zomerspelen 2020 – 4×200 meter vrije slag mannen
De 4×200 meter vrije slag mannen op de Olympische Zomerspelen 2020 vond plaats op 27 juli 2021, series, en 28 juli 2021 finale. Na afloop van de series kwalificeren de acht snelste ploegen zich voor de finale. Regerend olympisch kampioen was de Verenigde Staten.

## Records
Voorafgaand aan het toernooi waren dit het wereldrecord en het kampioenschapsrecord
| Wereldrecord     | Verenigde Staten Michael Phelps Ricky Berens David Walters Ryan Lochte    | 6.58,55 | Rome   | 31 juli 2009     |
| Olympisch record | Verenigde Staten Michael Phelps Ryan Lochte Ricky Berens Peter Vanderkaay | 6.58,56 | Peking | 13 augustus 2008 |

## Uitslagen

### Series
| Rang | Serie | Baan | Namen            | Land | Tijd    | Bijz. |
| ---- | ----- | ---- | ---------------- | --- | ------- | ----- |
| 1    | 2     | 3    | Groot-Brittannië | Matthew Richards (1.46,35) James Guy (1.44,66) Calum Jarvis (1.45,53) Thomas Dean (1.46,71)                    | 7.03,25 | Q     |
| 2    | 2     | 4    | Australië        | Alexander Graham (1.45,72) Mack Horton (1.47,51) Elijah Winnington (1.46,19) Zac Incerti (1.45,58)             | 7.05,00 | Q     |
| 3    | 1     | 5    | Italië           | Stefano Di Cola (1.47,00) Matteo Ciampi (1.45,64) Marco De Tullio (1.46,78) Filippo Megli (1.45,63)            | 7.05,05 | Q     |
| 4    | 1     | 4    | Russische ploeg  | Michail Dovgaljoek (1.46,56) Aleksandr Krasnych (1.46,78) Ivan Girev (1.45,71) Michail Vekovisjtsjev (1.46,11) | 7.05,16 | Q     |
| 5    | 2     | 5    | Verenigde Staten | Drew Kibler (1.46,12) Andrew Seliskar (1.46,17) Patrick Callan (1.47,12) Blake Pieroni (1.46,21)               | 7.05,62 | Q     |
| 6    | 1     | 7    | Zwitserland      | Antonio Djakovic (1.46,41) Nils Liess (1.47,23) Noè Ponti (1.47,11) Roman Mityukov (1.45,84)                   | 7.06,59 | Q     |
| 7    | 2     | 2    | Duitsland        | Lukas Märtens (1.47,27) Poul Zellmann (1.45,80) Henning Mühlleitner (1.48,11) Jacob Heidtmann (1.45,58)        | 7.06,76 | Q     |
| 8    | 2     | 6    | Brazilië         | Luiz Altamir Melo (1.48,01) Fernando Scheffer (1.46,09) Murilo Sartori (1.46,76) Breno Correia (1.46,87)       | 7.07,73 | Q     |
| 9    | 1     | 3    | China            | Ji Xinjie (1.47,14) Hong Jinquan (1.48,17) Zhang Ziyang (1.46,89) Wang Shun (1.46,07)                          | 7.08,27 |       |
| 10   | 1     | 1    | Israël           | Denis Loktev (1.46,64) Daniel Namir (1.47,41) Tomer Frankel (1.48,19) Gal Cohen Groumi (1.46,41)               | 7.08,65 |       |
| 11   | 1     | 6    | Frankrijk        | Jordan Pothain (1.47,30) Hadrien Salvan (1.48,09) Enzo Tesic (1.46,84) Jonathan Atsu (1.46,65)                 | 7.08,88 |       |
| 12   | 2     | 7    | Japan            | Konosuke Yanagimoto (1.48,50) Katsuhiro Matsumoto (1.45,35) Kosuke Hagino (1.47,90) Kotaro Takahashi (1.47,78) | 7.09,53 |       |
| 13   | 2     | 1    | Zuid-Korea       | Lee Yoo-yeon (1.49,55) Hwang Sun-woo (1.48,88) Kim Woo-min (1.49,24) Lee Ho-joon (1.47,36)                     | 7.15,03 |       |
| 14   | 2     | 8    | Ierland          | Jack McMillan (1.46,66) Finn McGeever (1.48,46) Brendan Hyland (1.51,28) Shane Ryan (1.49,08)                  | 7.15,48 |       |
| 15   | 1     | 8    | Polen            | Kacper Majchrzak (1.49,32) Jakub Kraska (1.47,94) Kamil Sieradzki (1.50,44) Radosław Kawęcki (1.51,21)         | 7.18,91 |       |
| 16   | 1     | 2    | Hongarije        | Balázs Holló (1.47,41) Gabor Zombori (1.47,27) Dominik Kozma Richárd Márton                                    | DSQ     |       |

### Finale
| Rang   | Baan | Namen | Land             | Tijd    | Bijz. |
| ------ | ---- | --- | ---------------- | ------- | ----- |
| Goud   | 4    | Thomas Dean (1.45,72) James Guy (1.44,40) Matthew Richards (1.45,01) Duncan Scott (1.43,45)              | Groot-Brittannië | 6.58,58 |       |
| Zilver | 6    | Martin Maljoetin (1.45,69) Ivan Girev (1.45,63) Jevgeni Rylov (1.45,26) Michail Dovgaljoek (1.45,23)     | Russische ploeg  | 7.01,81 |       |
| Brons  | 5    | Alexander Graham (1.46,00) Kyle Chalmers (1.45,35) Zac Incerti (1.45,75) Thomas Neill (1.44,74)          | Australië        | 7.01,84 |       |
| 4      | 2    | Kieran Smith (1.44,74) Drew Kibler (1.45,51) Zach Apple (1.47,31) Townley Haas (1.44,87)                 | Verenigde Staten | 7.02,43 |       |
| 5      | 3    | Stefano Ballo (1.45,77) Matteo Ciampi (1.45,88) Filippo Megli (1.45,33) Stefano Di Cola (1.46,26)        | Italië           | 7.03,24 |       |
| 6      | 7    | Antonio Djakovic (1.45,77) Nils Liess (1.47,74) Noè Ponti (1.46,93) Roman Mityukov (1.45,68)             | Zwitserland      | 7.06,12 |       |
| 7      | 1    | Lukas Märtens (1.46,68) Poul Zellmann (1.46,30) Henning Mühlleitner (1.48,04) Jacob Heidtmann (1.45,49)  | Duitsland        | 7.06,51 |       |
| 8      | 8    | Fernando Scheffer (1.45,93) Murilo Sartori (1.46,09) Breno Correia (1.48,11) Luiz Altamir Melo (1.48,09) | Brazilië         | 7.08,22 |       |